# Tadeusz Buk
Tadeusz Buk (15. prosinec 1960, Mójcza, Polsko – 10. duben 2010, Pečersk, Rusko) byl polský generálmajor a velitel pozemních vojsk.

## Životopis
Absolvoval gymnázium v Kielcích. V roce 1984 absolvoval Důstojnickou školu v Poznani. V roce 1991 se zapsal na Fakultu pozemních sil Národní akademie obrany ve Varšavě. V roce 1999 absolvoval jednoletý velitelský kurz v USA. V letech 2004 – 2005 byl zástupcem velitele mnohonárodnostní divize Střed-Jih v Iráku. V letech 2005 až 2006 byl zástupcem ředitele Výcvikového střediska společných sil NATO v Bydhošti. V následujících letech zastával další vysoké funkce. V září 2009 byl jmenován velitelem pozemních vojsk.
Zemřel při leteckém neštěstí u ruského Smolensku 10. dubna 2010. Posmrtně obdržel Komandérský kříž Řádu Polonia Restituta (Krzyż Komandorski Orderu Odrodzenia Polski).